# Oiran

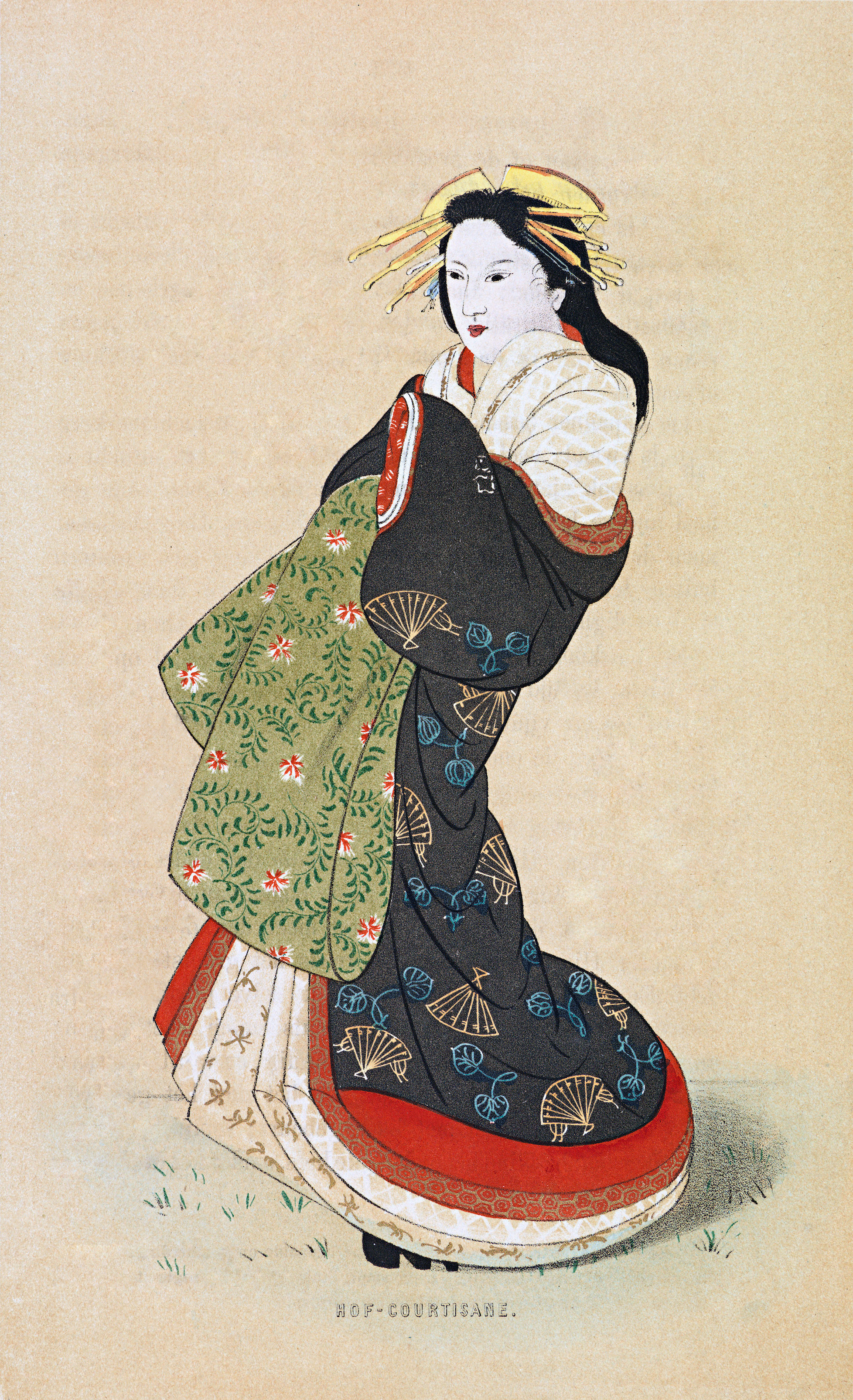
Oiran

Oiran (花魁) byly vysoce postavené kurtizány v Japonsku. Některé kulturní aspekty oiranských tradicí jsou dodržovány dodnes.
Oiran vznikly v období Edo (1600–1868). V té době prošlo několik zákonů, které nevěstince vykázaly do obezděných čtvrtí daleko od městského centra. Ve velkých městech to byla čtvrť Šimabara v Kjótu, Šimmači v Ósace a Jošiwara v Edu (dnešní Tokio). Rychle se rozrostly do velkých, oddělených „Čtvrtí potěšení“, kde se nabízely různé formy zábavy. Tady se nehledělo na původ kurtizány, ale vytvořila se zde přísná hierarchie založená na kráse, charakteru, dosaženém vzdělání a uměleckých dovednostech. Mezi oiran byly nejvýše postavenými kurtizánami nebo prostitutkami tajú (太夫), které byly také považovány za vhodné pro knížata daimjó. Pouze ti nejbohatší a nejvýše postavení se mohli stát jejich patrony.
Aby pobavily své klienty, oiran ovládaly umění tance, hudby, poezie a kaligrafie a dokázaly vést zasvěcený rozhovor na jakékoliv téma.
Izolace v uzavřených čtvrtích napomohla velké ritualizaci oiran a také jejich oddělení od měnící se společnosti. Chování zde bylo podřízeno přísné etiketě. Jejich mluva si zachovala formální standard dvora a odlišovala se od běžného jazyka. Náhodní návštěvníci byli odmítáni; klienti oiran zvali pomocí formální pozvánky a oiran pak přicházely ulicemi v procesí za doprovodu sluhů. Kostýmy, které nosily, byly stále zdobenější a složitější, obvykle s osmi i více jehlicemi a hřebeny ve vlasech a mnoha předepsanými vrstvami silně zdobených oděvů odvozených od prvních oiran z počátků období Edo. Stejně tak nabízená zábava se odvozovala od původních generací oiran. Postupně se kultura tajú stávala stále vzácnější a vzdálenější každodennímu životu a jejich klientů oiran ubývalo.
Éru oiran ukončil příchod gejš. Gejši poskytovaly zábavu oblíbenou ve své době a byly také mnohem přístupnější pro náhodného návštěvníka. Jejich popularita rychle rostla a zastínila oiran. Poslední záznam o oiran je z roku 1761. Několik žen dnes stále praktikuje umění oiran (bez sexuální stránky) pro zachování kulturního dědictví spíše než jako profesi nebo životní styl.